# Куртатское сельское поселение
Куртатское се́льское поселе́ние — муниципальное образование в Пригородном районе Северной Осетии Российской Федерации.
Административный центр — село Куртат.

## История
Статус и границы сельского поселения установлены Законом Республики Северная Осетия-Алания от 5 марта 2005 года № 18-рз «Об установлении границ муниципального образования Пригородный район, наделении его статусом муниципального района, образовании в его составе муниципальных образований - сельских поселений и установлении их границ»

## Население
| 2002  | 2010  | 2011  | 2012  | 2013  | 2014  | 2015  |
| ----- | ----- | ----- | ----- | ----- | ----- | ----- |
| 7178  | ↘7034 | ↘7013 | ↘6337 | ↘5861 | ↘5572 | ↘5348 |
| 2016  | 2017  | 2018  | 2019  | 2020  | 2021  | 2023  |
| ↘5186 | ↘4977 | ↘4808 | ↘4610 | ↘4480 | ↗5290 | ↘5180 |
| 2024  | 2025  |       |       |       |       |       |
| ↘5026 | ↗5030 |       |       |       |       |       |

## Состав сельского поселения
| № | Населённый пункт | Тип населённого пункта       | Население |
| - | ---------------- | ---------------------------- | --------- |
| 1 | Дачное           | село                         | ↘3127     |
| 2 | Куртат           | село, административный центр | ↘2163     |